# Chaîne de Sesvenna
La chaîne de Sesvenna est un massif des Alpes orientales centrales. Il s'élève entre la Suisse (canton des Grisons), l'Italie (province autonome de Bolzano) et en petite partie en Autriche (Tyrol).
Il appartient aux Alpes rhétiques.
Le Piz Sesvenna est le point culminant du massif, auquel il donne son nom.

## Géographie

### Situation

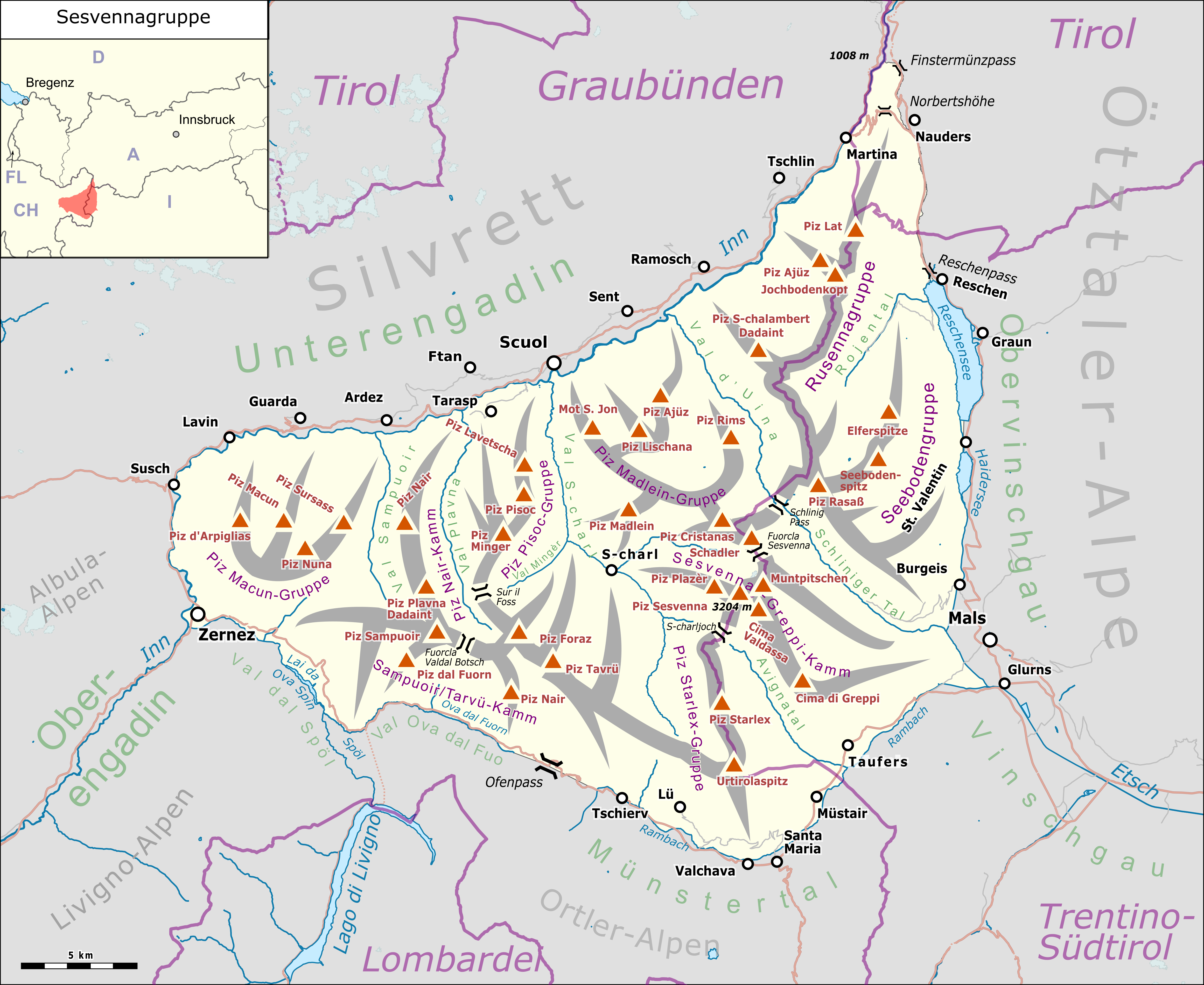
Carte de la chaîne de Sesvenna.

Le massif se situe au sud de la Basse-Engadine et à l'ouest de la haute-vallée de l'Adige, et est entouré par le massif de Silvretta et le massif de Samnaun au nord, les Alpes de l'Ötztal à l'est, le massif de l'Ortles au sud, la chaîne de Livigno au sud-ouest, et la chaîne de l'Albula à l'ouest.

### Sommets principaux

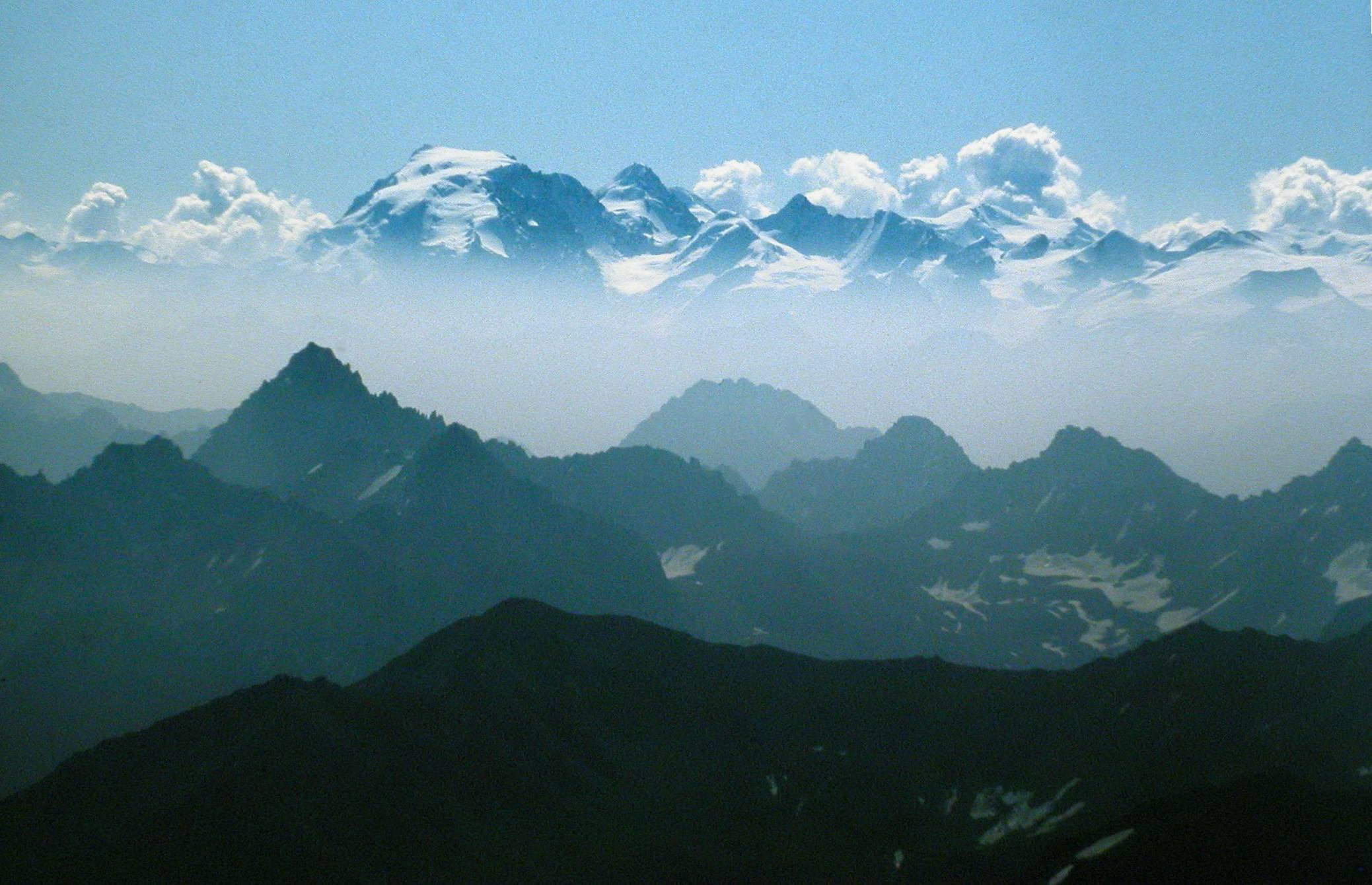
Vue sur la chaîne (second plan) et le massif de l'Ortles (arrière-plan) depuis le Piz Linard.

- Piz Sesvenna, 3 204 m
- Piz Pisoc, 3 174 m
- Piz Travrü, 3 168 m
- Piz Plavna, 3 166 m
- Piz Muntpitschen, 3 162 m
- Piz Nuna, 3 124 m
- Piz Lischana, 3 106 m
- Piz Madlain, 3 099 m
- Piz Foraz, 3 092 m
- Piz Cristanas, 3 091 m
- Piz Mingèr, 3 081 m
- Piz Starlex, 3 075 m
- Piz Dadaint, 3 029 m
- Piz Arpiglias, 3 027 m
- Piz Vallatscha, 3 020 m
- Piz Nair, 3 010 m
- Piz Terza, 2 908 m
- Piz Lad, 2 807 m

### Cols principaux
- Passo di Slingia, 2 309 m

## Activités

### Stations de sports d'hiver
- Curon Venosta
- Nauders

### Environnement
Le parc national suisse couvre une partie du massif.